# Biserica Sfinții Arhangheli Mihail și Gavriil din Cozmești

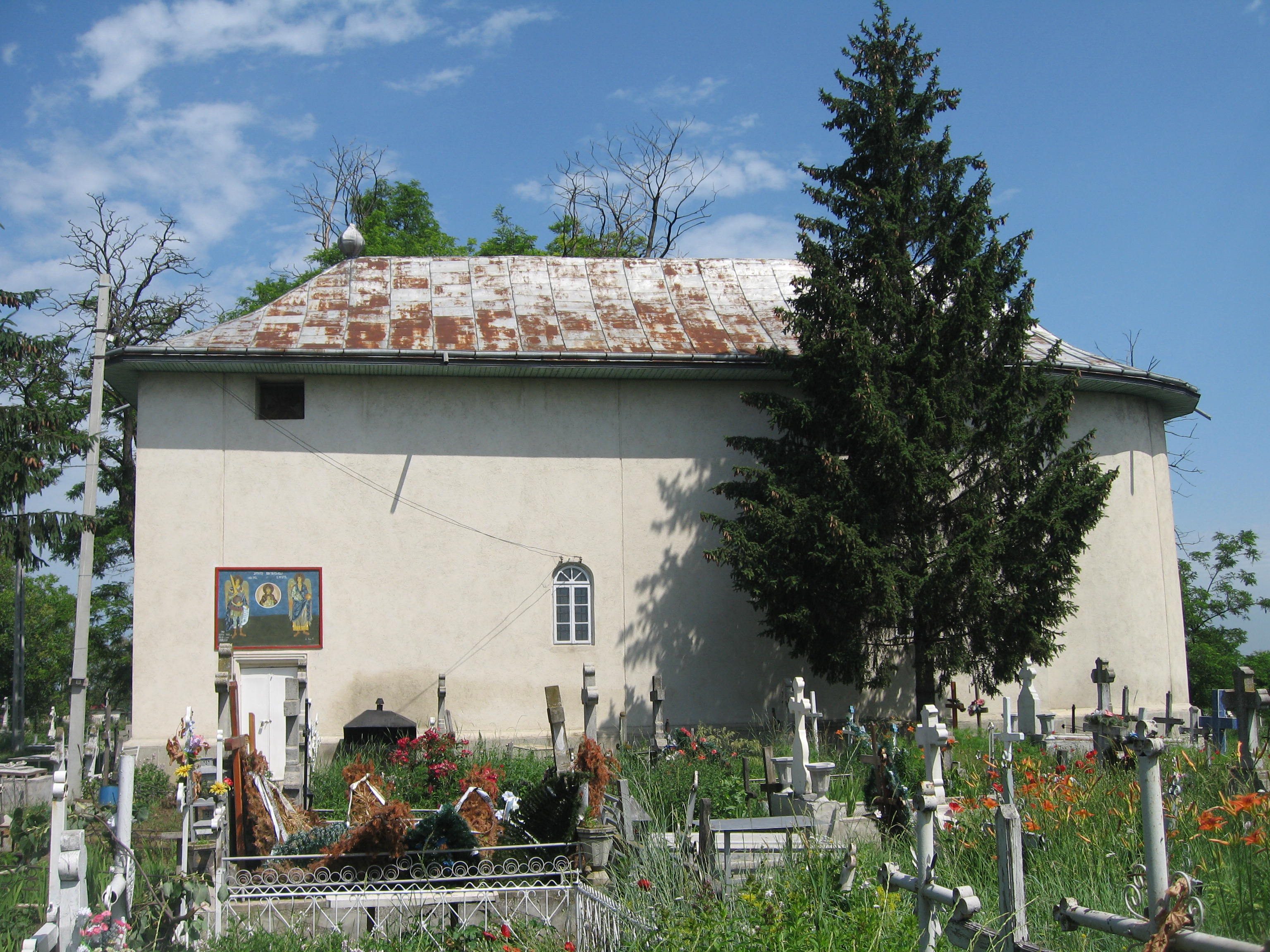
Biserica Sfinţii Arhangheli din Cozmeşti.

Biserica "Sfinții Arhangheli Mihail și Gavriil" din Cozmești este o biserică construită în anul 1459 în satul Cozmești din comuna Stolniceni-Prăjescu (județul Iași). 
Biserica se află în cimitirul aflat în partea de sud-vest a satului, lângă Palatul Sturdza.

## Istoric
Biserica "Sf. Arhangheli Mihail și Gavriil" din Cozmești a fost construită în anul 1459, după cum susține Mihai Costăchescu în "Marele Dicționar Geografic Român", vol. II (Ed. Cartea Românească, București, 1899), pag. 671. După cum afirmă și unii localnici mai în vârstă, care au participat la diversele reparații ale bisericii, ar exista o inscripție (pisanie) la intrarea în biserică, care menționa anul 1459. Inscripția ar fi fost acoperită de mortar de către constructori .
Inițial, localitatea se numea Șendrești, lucru demonstrat de un hrisov din 4 aprilie 1502, când Ștefan cel Mare a întărit lui Cristea și surorii sale Nastea, "satul Șendrești, numit acum Cozmești, cu loc de moară pe Siret". Respectivul hrisov se află astăzi în "Catalogul documentelor moldovenești", Arhiva Centrală din București, vol.1.
Conform tradiției orale, biserica ar fi fost construită de către oșteanul Giurgiu Cozmescu (sau Cozma), proprietarul moșiei Șendrești. Acesta ar fi fost înmormântat în biserică.
Biserica a fost renovată de mai multe ori în decursul existenței sale. În 1934 pictorul Ioan Doroftei din Fălticeni a refăcut pictura interioară. În anul 1956, a fost înlocuit acoperișul vechi de draniță cu unul de tablă albă, pe cheltuiala credincioșilor și cu purtarea de grijă a parohului Gheorghe Atanasiu.

## Arhitectura bisericii
Biserica "Sf. Arhangheli Mihail și Gavriil" din Cozmești are formă de navă, având următoarele dimensiuni: lungimea - 24 m, lățimea - 8,5 m, înălțimea - 12 m și grosimea zidurilor - 1,30 m.
Edificiul este construit din cărămidă și piatră. Biserica este compartimentată în pronaos, naos și altar și este luminată prin 5 ferestre. Pardoseala este din mozaic, iar cea din altar din lemn de brad. 
Catapeteasma are cinci rânduri de icoane, cu ornamente decorative în formă de frânghii răsucite cu ramuri și frunze.

## Fotogalerie

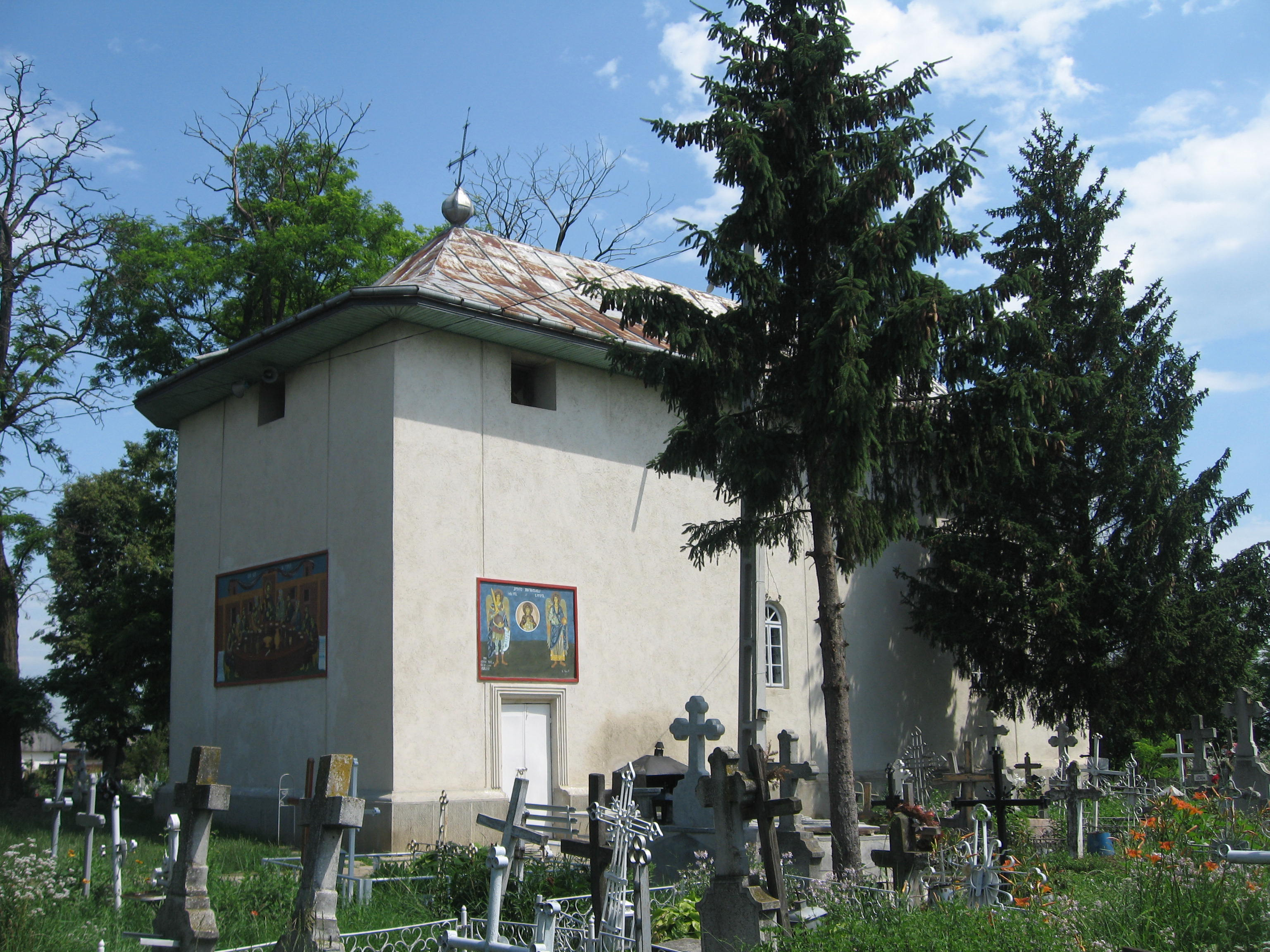
Biserica Sfinţii Arhangheli din Cozmeşti
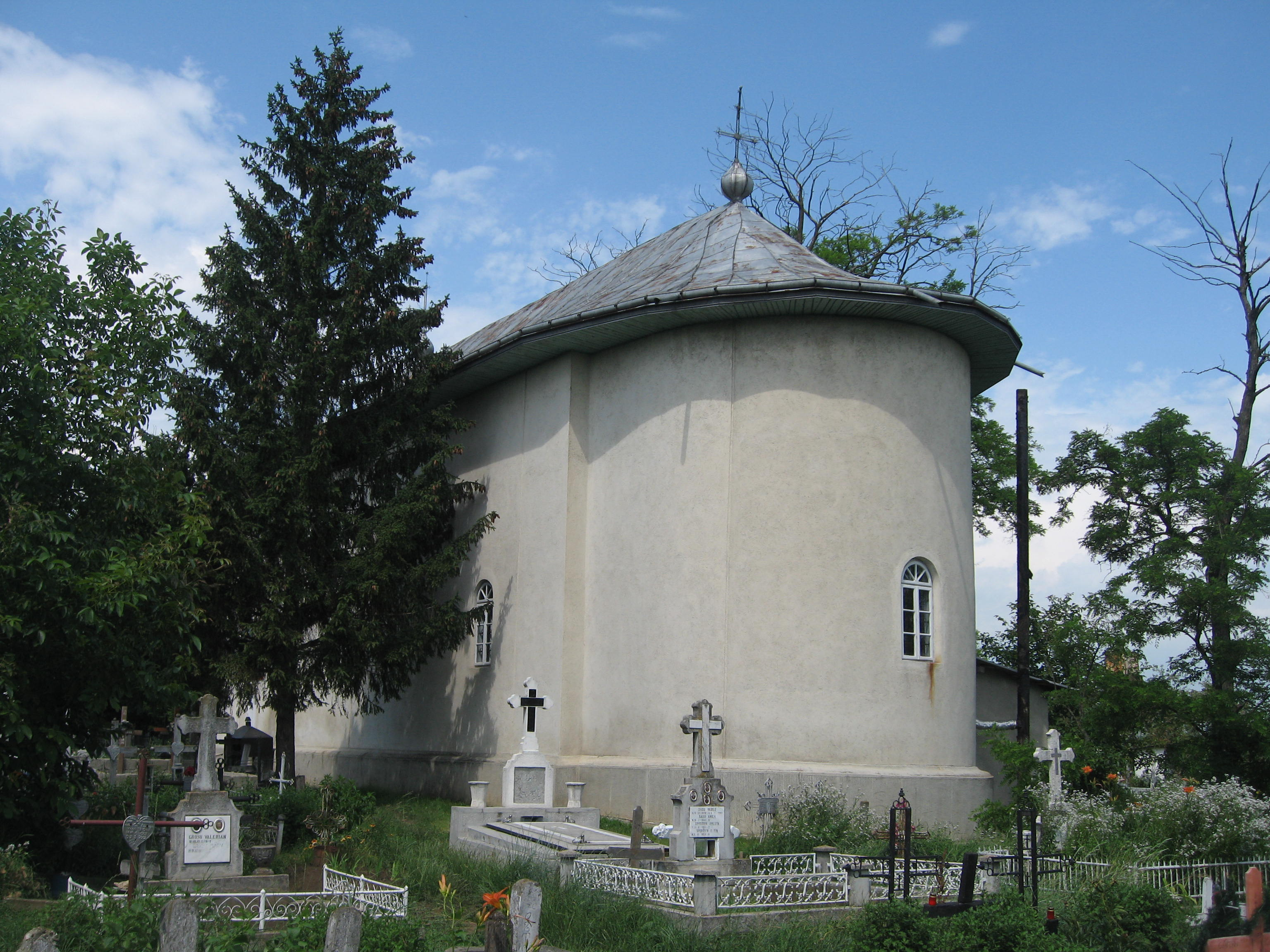
Biserica Sfinţii Arhangheli din Cozmeşti
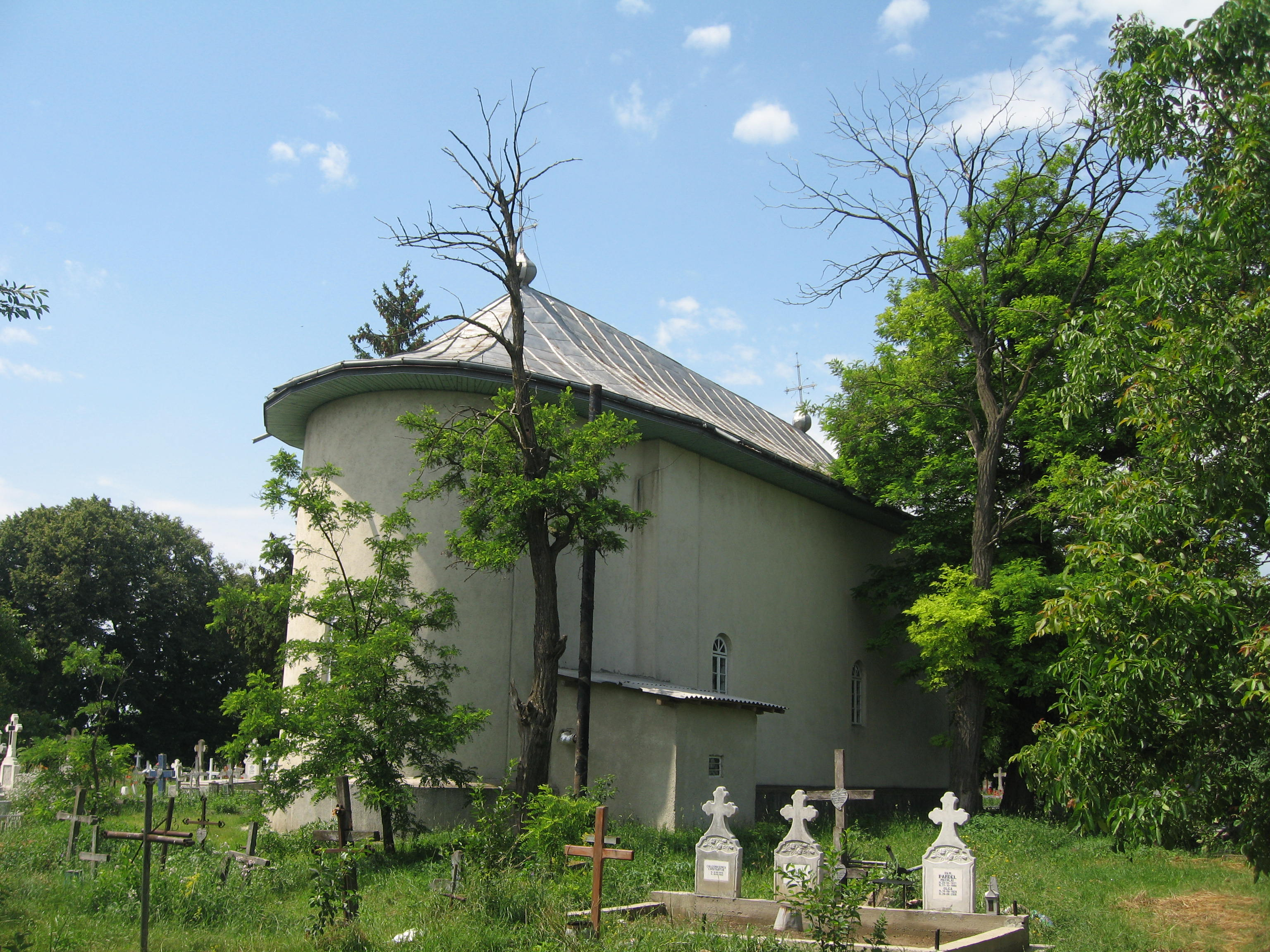
Biserica Sfinţii Arhangheli din Cozmeşti
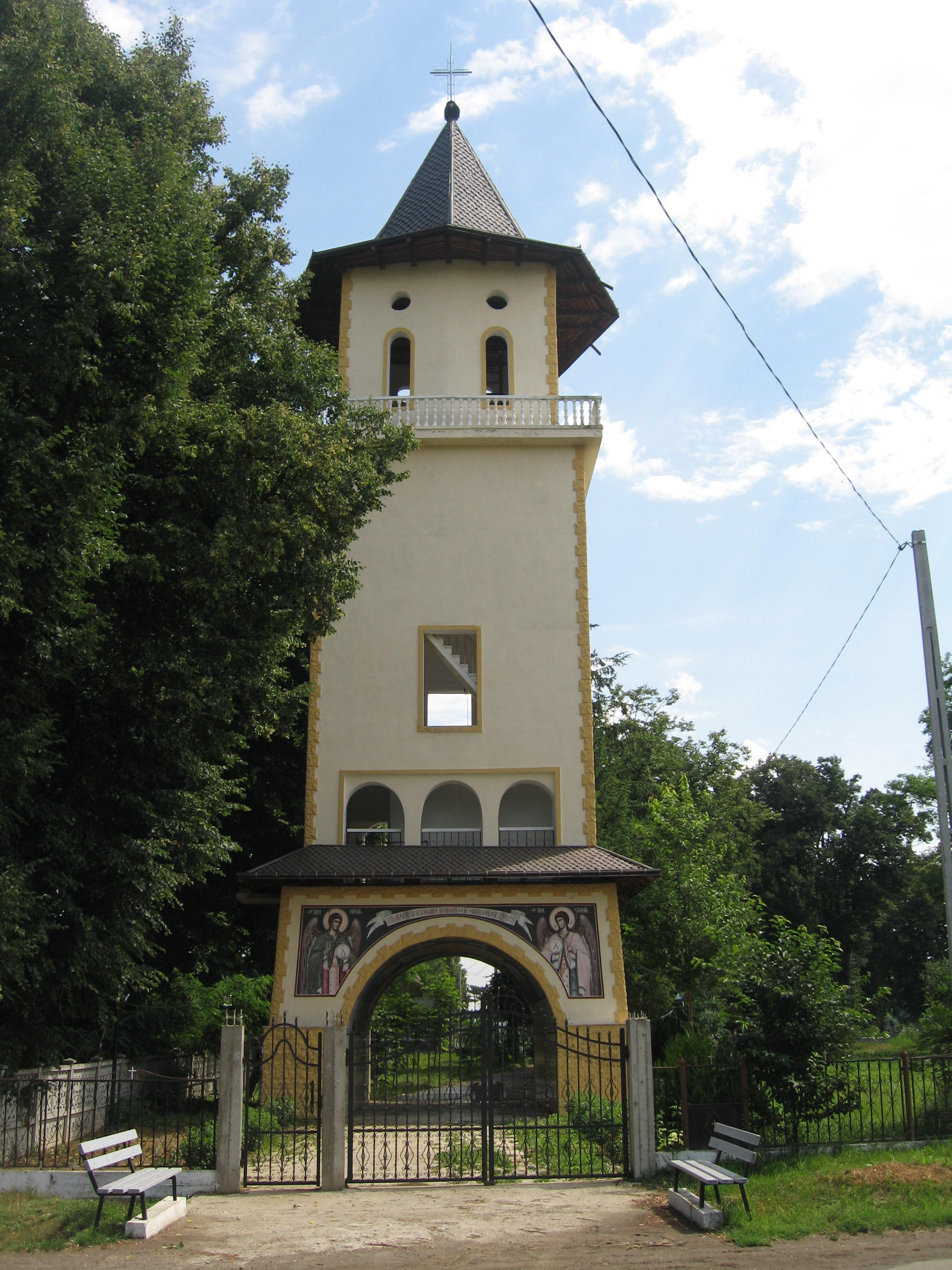
Turnul clopotniţă